# フランソワ＝ガストン・ド・レビ
フランソワ＝ガストン・ド・レビ（François Gaston de Levis, 1719年8月20日 - 1787年11月26日）は、フランスの軍人で貴族である。

## 来歴

### 陸軍入隊とカナダへの派遣
ラングドック地方リムー近郊のアジャック城に、父でアジャック侯爵のジャン・ド・レビ、母ジャンヌ・マロンヌの子として生まれる。1735年にフランス陸軍入隊、その後20年間、ヨーロッパの各地での戦闘に参加し、サン・ルイ勲章を受勲した。
1756年、フレンチ・インディアン戦争に従軍する。この戦争でカナダに派遣されたフランスの士官の中で、最も有能な人物の一人であった。他にはルイ・アントワーヌ・ド・ブーガンヴィルも派遣されている。
特にレビはフランスを発つ際に、指揮官であるルイ＝ジョゼフ・ド・モンカルムが死亡、もしくは職務続行不可能の場合は、レビがフランス軍の指揮を執ること、また、ヌーベルフランス総督ヴォードルイユが死去の場合は、モンカルムが自動的に総督となり、モンカルムがその後死去、または職務続行が不可能の場合は、レビが総督に就任することが約束されていた。
この年の4月6日に、レビは5人の従者とともにブレスト港を発ち、5月31日にケベックに着いた。当初は准将待遇であったが、その後、カナダの正規部隊の副指揮官となった。

### フレンチ・インディアン戦争

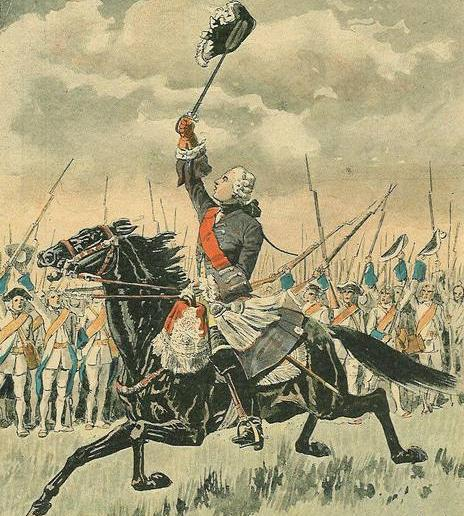
サントフォワの戦いで、自軍を激励するレビ

1756年から1758年の間に、シャンプラン湖からのイギリス軍侵入の防御に努め、モンカルムとともに、ウィリアム・ヘンリー砦を攻撃して勝利し、1758年のカリヨンの戦いでは、モンカルムを補佐して、イギリスの襲撃をよせつけなかった。1759年、エイブラハム平原の戦いでの、モンカルムの死去の後、駐カナダフランス軍の指揮官となり、一旦はモントリオールに退却したものの、1760年のサントフォワの戦いでは、ジェームズ・マレー（James Murray）のイギリス軍に強い一撃を与えた。しかし、イギリス海軍の艦隊がケベックに援軍を連れて戻ってきたため、モントリオールに再び退却せざるを得なくなった。同年9月8日、モントリオールはイギリスの軍門に下った。
際立って公正な人柄であり、上官である将軍モンカルムと、ヌーベルフランス総督ヴォードルイユの仲たがいにも、口をはさむようなことはなく、そのため双方の信頼をかち得た。入隊間もないころに、陸軍や宮廷で、親族である元帥ミルポワからの引き立てを受け、そのためレビは、この元帥を里親のように思っていた。レビの時代は、引き立てがものを言う時代で、才能はあまり顧みられず、そのため彼は敵を作らないように注意しつつも、おべっか使いになることを避け、派閥主義からは距離を置いた。

### 帰国と知事就任

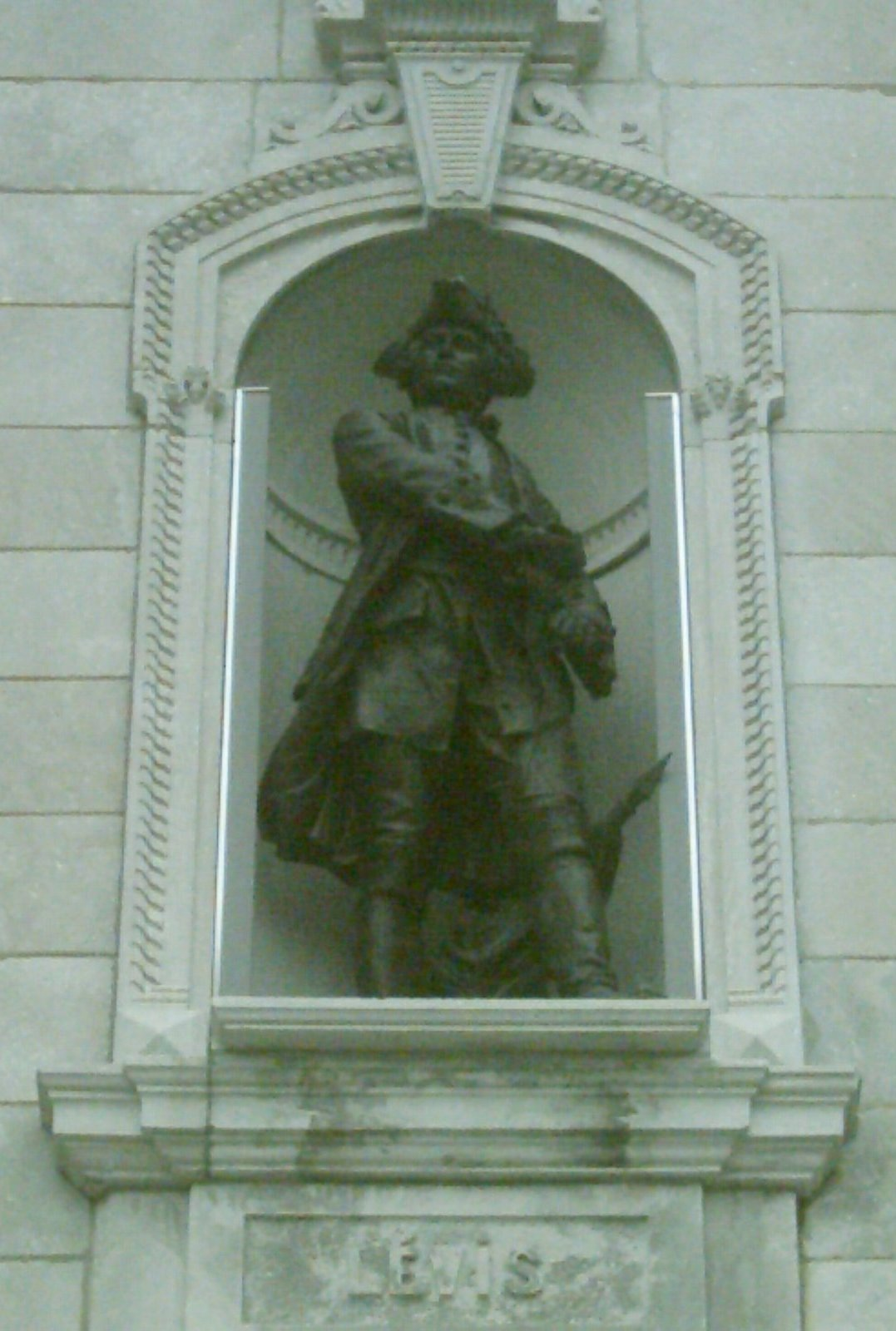
レビ像（ケベック州議事堂）

戦争終結後、レビはフランスに戻り、1761年に中将に昇進した。1766年には、アルトワの知事となり1771年には、新設された、ルイ皇太子の弟プロヴァンス伯爵ルイ・スタニスラス・グザヴィエの近衛軍の一中隊の隊長を拝命した。その後は、パリ、ベルサイユ、そして、領地があるアラスの行き来に時間を割いた。職務にきわめて勤勉であり、領地の社会整備の改善にも努力した。とりわけ、ベテューヌからリス川の運河の建設や、ブローニュ＝シュル＝メールとサントメールの間の道路の整備には力を入れた。

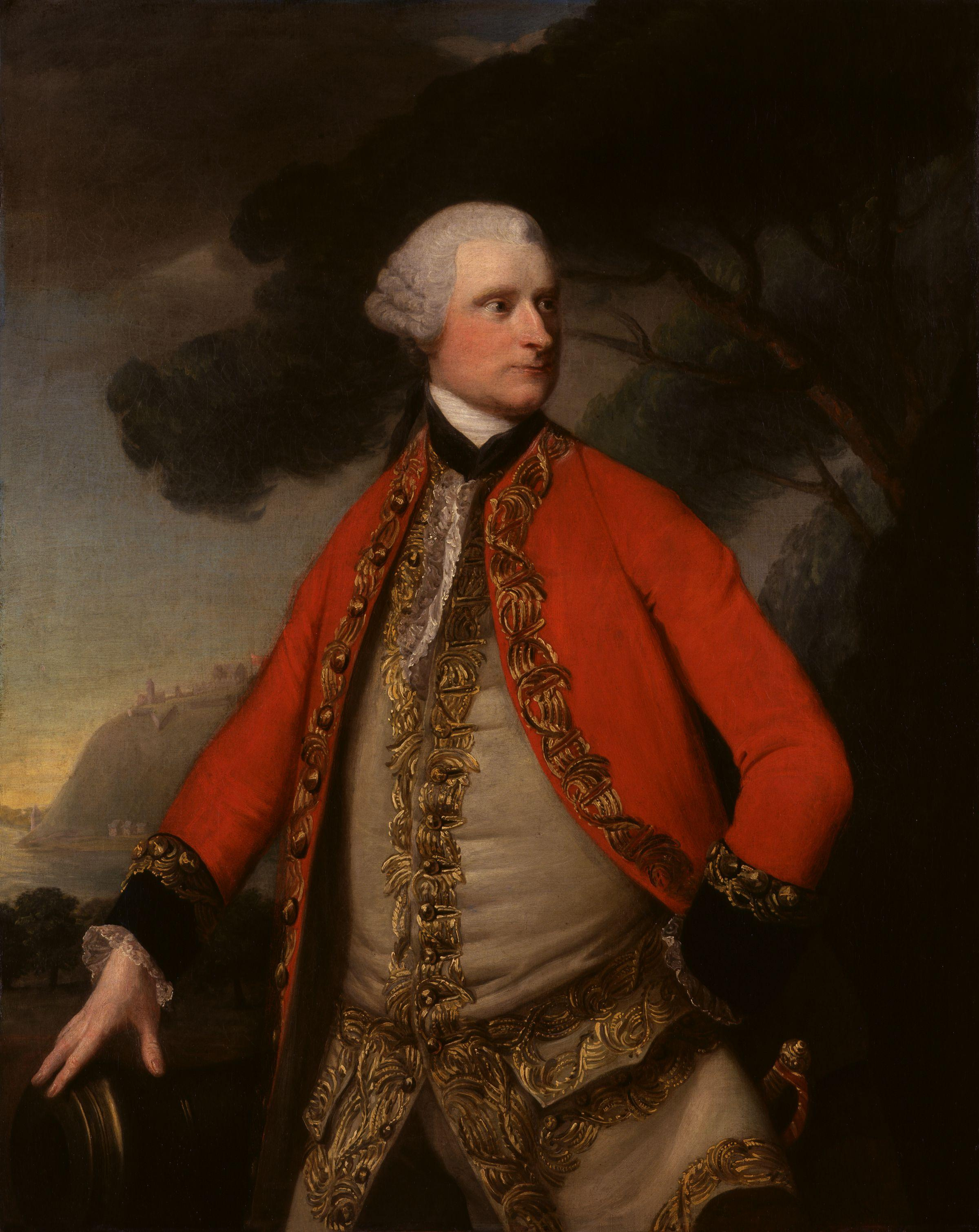
ジェームズ・マレー

アメリカ独立戦争の最中には、かつての敵であり、メノルカ島の総督となったジェームズ・マレーと友好的に手紙を交わした。2人は、互いを大いに尊敬しており、レビは、マレーに奉仕することほど、自分にとって大きな喜びはないと語ったほどである。また、マレーが、パリ経由でイギリスに戻る際には、彼らはパリで旧交を温めあった。
1780年にはアラスの知事となり、1783年、陸軍最高位の元帥に昇進。翌1784年には公爵に叙せられた。1787年11月26日、アラスにて死去。彼の書類や手紙は、カスグラン（Casgrain）の修道院で収集され、出版された。